# Werchnije Sergi
Werchnije Sergi (russisch Ве́рхние Серги́) ist eine Siedlung städtischen Typs in der Oblast Swerdlowsk in Russland mit 6105 Einwohnern (Stand 14. Oktober 2010).

## Geographie
Der Ort liegt knapp 70 km Luftlinie westsüdwestlich des Oblastverwaltungszentrums Jekaterinburg auf der westlichen, europäischen Seite des mittleren Ural. Er befindet sich am Oberlauf des dort gemeinsam mit seinem rechten Zufluss Kosja zum Werchne-Serginski prud (Teich) angestauten rechten Ufa-Nebenflusses Serga.
Werchnije Sergi gehört zum Rajon Nischneserginski und befindet sich 16 km östlich von dessen Verwaltungszentrum Nischnije Sergi. Die Siedlung ist Sitz und einzige Ortschaft der gleichnamigen Stadtgemeinde (gorodskoje posselenije) Werchnije Sergi.

## Geschichte
Der Ort entstand 1742 im Zusammenhang mit der Errichtung des Eisenwerkes Werchne-Serginski sawod durch Nikita Nikititsch Demidow, den jüngeren Sohn des Begründers der Industriellendynastie Nikita Demidow. Die Bezeichnung („Oberes Serga-Werk“), auf den der heutige Ortsname zurückgeht, bezieht sich auf die Lage am Fluss in Abgrenzung zum Nischne-Serginski sawod („Unteres Serga-Werk“) im heutigen Nischnije Sergi.
Das bis heute existierende Werk – in den 1930er-Jahren umprofiliert auf die Herstellung von Bohrausrüstungen – bestimmte fortan die Entwicklung des Ortes. 1938 erhielt er den Status einer Siedlung städtischen Typs.

### Bevölkerungsentwicklung
| Jahr | Einwohner |
| ---- | --------- |
| 1939 | 6287      |
| 1959 | 8808      |
| 1970 | 8774      |
| 1979 | 8356      |
| 1989 | 7515      |
| 2002 | 6629      |
| 2010 | 6105      |

Anmerkung: Volkszählungsdaten

## Verkehr
Die nächstgelegene Bahnstation befindet sich bei der Siedlung städtischen Typs Atig etwa sieben Kilometer nordwestlich, bei Kilometer 270 der 1916 als West-Ural-Eisenbahn eröffneten Strecke von Kalino (bei Tschussowoi) über Druschinino nach Berdjausch. Von Atig führte eine Güteranschlussstrecke nach Werchnije Sergi, die jedoch 2012 stillgelegt und abgebaut wurde.
Straßenanschluss besteht ebenfalls über Atig zur Regionalstraße, die beim knapp 20 km nördlich gelegenen Druschinino von der föderalen Fernstraße R242 Perm – Jekaterinburg abzweigt, zunächst der Bahnstrecke bis Michailowsk nach Süden folgt und dann in westlicher Richtung über Arti nach Krasnoufimsk führt.

## Söhne und Töchter des Ortes
- Marina Korowina (* 1984), Biathletin